# Shahed Saegheh
El Saegheh (en español: "Rayo") es un vehículo aéreo de combate no tripulado (UCAV) iraní propulsado por turbofan/pistón y ala volante producido por Shahed Aviation Industries. Se basa en un dron Lockheed Martin RQ-170 Sentinel que fue capturado por Irán en 2011 y luego sometido a ingeniería inversa, pero es más pequeño y sustancialmente diferente. Es uno de los dos UAV iraníes de ala volante basados en el RQ-170, junto con el Shahed 171 Simorgh, una versión más grande.
El Saegheh fue revelado en octubre de 2016.
Varias fuentes occidentales han expresado dudas de que el Saegheh tenga capacidad para utilizar armas y dicen que es únicamente una plataforma ISR.
En 2017, se producían 10 drones Saegheh e Irán planeaba adquirir al menos 50 para 2025.